# Nothing Phone 2
Nothing Phone (2) — смартфон, розроблений компанією Nothing. Був представлений 11 липня 2023 року і є наступником Phone (1).

## Дизайн
Передня частина виконана зі скла Corning Gorilla Glass 5, рамка — з алюмінію, а задня частина — з прозорого скла. Також присутній захист по стандарту IP54.
Ззовні Phone (2) відрізняється від Phone (1) розташуванням фронтальної камери, заокругленим по краям заднім склом, на відміну від плаского у попередника, формою LED-спалаху і більшою кількістю стрічок Інтерфейсу Ґліфів.
Знизу знаходяться слот під 2 SIM-картки, мікрофон, роз'єм USB-C і динамік, а зверху — додатковий мікрофон. Зліва розміщені кнопки регулювання гучності, а справа — кнопка блокування. Ззаду знаходяться два об'єктиви камери, LED-спалах та LED-стрічки Інтерфейсу Ґліфів.
Phone (2) доступний в білому та темно-сірому варіантах кольорів.

## Технічні характеристики

### Платформа
Phone (2) отримав минулу на той момент флагманську SoC Qualcomm Snapdragon 8+ Gen 1 з GPU Adreno 730. 

### Батарея
Батарея отримала об'єм 4700 мА·год. Також присутня підтримка швидкої зарядки потужністю до 45 Вт та бездротової зарядки стандарту Qi до 15 Вт.

### Камера
Phone (2) отримав основну подвійну камеру із ширококутним об'єктивом Sony IMX890 на 50 Мп з діафрагмою f/1.88, фазовим автофокусом та оптичною стабілізацією зображення і надширококутним об'єктивом Samsung ISOCELL JN1 на 50 Мп з діафрагмою f/2.2, кутом огляду 114° і автофокусом. Також смартфон отримав ширококутну передню камеру Sony IMX615 на 32 Мп з діафрагмою f/2.2.
Основна камера вміє записувати відео в роздільній здатності 4K@60fps, а передня — 1080p@30fps.

### Екран
Смартфон отримав 6,7-дюймовий LTPO AMOLED-дисплей з роздільною здатністю Full HD+ (2400 × 1080), співвідношенням сторін 20:9, щільністю пікселів 394 ppi, частотою оновлення 120 Гц, підтримкою технології HDR10+ та круглим вирізом під фронтальну камеру, розміщеним зверху в центрі. Також під дисплей вбудовано оптичний сканер відбитків пальців.

### Звук
Пристрій отримав стереодиниаміки, де роль другого динаміка виконує розмовний динамік.

### Пам'ять
Phone (2) доступний в конфігураціях 8/128, 12/256 та 12/512 ГБ. Пристрій використовує оперативну пам'ять типу LPDDR5X та постійну типу UFS 3.1.

### Програмне забезпечення
Phone (2) був випущений на Nothing OS 2.0 на базі Android 13. Пізніше смартфон був оновлений до Nothing OS 3.2 на базі Android 15. Також з оновленням до Nothing OS 3.0 модель отримала функцію «Обвести й знайти» (англ. Circle to Search), яка дозволяє шукати обведений на екрані користувачем об'єкт.